# الشرائح الثاقبة

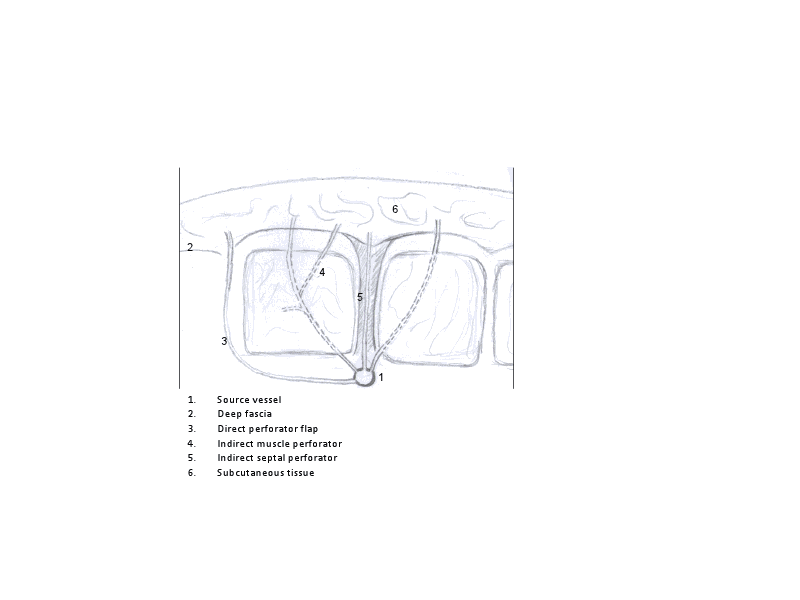
صورة مقطعية لتقنية الشرائح الثاقبة

تقنية الشرائح الثاقبة (أو السدائل الثاقبة) واحدة من الأساليب المستخدمة في الجراحة الترميمية. يؤخذ الجلد و/أو الدهون تحت الجلد المُراد استخدامها في ترميم ناحية متأذية من منطقة قريبة أو بعيدة عنها في الجسم. الأوعية الدموية التي تروي الشرائح هي أوعية ثاقبة معزولة من الجهاز الوعائي الدموي العميق تمر عبر العضلات أو الحاجز بين العضلات. يمكن لبعض الأوعية الثاقبة أن يكون لها مسار مختلط في الحاجز العضلي والعضلات قبل وصولها إلى الجلد. تسمى الشريحة تبعًا لاسم الشريان الثاقب وليس العضلات حوله. إذا أمكن الحصول على عدة شرائح من وعاء ثاقب واحد، فإن اسم كل شريحة سيعتمد على منطقتها التشريحية أو العضلات فيها. مثلًا، يُسمى الوعاء الثاقب الذي يمر عبر الحاجز فقط لتروية الجلد فوقه «وعاء ثاقب حاجزي». ويسمى الوعاء الثاقب الذي يصل الجلد مرورًا بالعضلات فقط «وعاء ثاقب عضلي». تبعًا لمصدر التروية المميز، تُصنف الشرائح الثاقبة إلى مباشرة وغير مباشرة. الشرائح الثاقبة المباشرة تخترق أوعيتها اللفافة العميقة فقط، فلا تعبر أي نسيج بنيوي آخر. تمر أوعية الشرائح غير المباشرة عبر بنى أخرى أولًا قبل اختراق اللفافة العميقة.

## نظرة عامة
التشوهات في الأنسجة الرخوة الناتجة عن الرض أو استئصال الورم من الموضوعات الطبية والتجميلية الهامة. طور الجراحون الترميميون مجموعة متنوعة من التقنيات الجراحية لإصلاح عيوب الأنسجة الرخوة ما أمكن بواسطة عملية نقل الأنسجة، المعروفة باسم الشرائح. تطورت هذه الشرائح سريعًا عبر الوقت من «الشرائح العشوائية» التي ليس لها إمداد دموي محدد، إلى الشرائح محورية النمط ذات الإمداد الدموي المحدد، وصولًا إلى الشرائح الثاقبة العضلية والعضلية الجلدية لغرض وحيد وهو الترميم الأمثل مع حد أدنى من الضياع المادي في المنطقة المانحة. كوشيما وسويدا هما أول من استخدم اسم «الشرائح الثاقبة» في عام 1989. ومنذ ذلك الحين أصبحت الشرائح الثاقبة أكثر استخدامًا في الجراحة الترميمية المجهرية. الشرائح الثاقبة التي تستخدم الأنسجة الذاتية للمريض مع المحافظة على اللفافة  والعضلات والأعصاب هي الشرائح الواعدة مستقبلًا. الشرائح الثاقبة الأكثر استخدامًا حاليًا هي الشرائح الثاقبة الشرسوفية السفلية العميقة والشرائح الإليوية العلوية والسفلية، تستخدم الأنواع الثلاثة هذه بشكل أساسي في ترميم الثدي. الشريحة الثاقبة للشريان الفخذي المنعطف الوحشي (المعروفة سابقًا باسم الفخذية الأمامية الوحشية) والشريحة الثاقبة للشريان الصدري الخلفي وتستخدمان بشكل أساسي في ترميم الأطراف ومنطقة الرأس والعنق على شكل شرائح حرة وفي ترميم الثدي وجدار الصدر على شكل شرائح ثاقبة مُعنّقة.

## التصنيف
تُصنف الشرائح الثاقبة بطرق مختلفة. تبعًا لمصدر التروية الدموية الخاصة بها والبنى التي تمر عبرها قبل اختراق اللفافة العميقة، يمكن أن تكون الشرائح الثاقبة مباشرة أو غير مباشرة. سنناقش هذا التصنيف اعتمادًا على البنية التشريحية الوعائية.

### الشرائح الثاقبة الجلدية المباشرة
تخترق أوعيتها اللفافة فقط ولا تعبر أي نسيج بنيوي آخر.
إن كون هذه الشرائح ثاقبة فعلًا هو موضع تساؤل، فمن المنطقي عدم تضمين الشرائح المباشرة في هذا التصنيف. تختلف المقاربة الجراحية اللازمة في الشرائح الثاقبة المباشرة قليلاً عنها في الشرائح الثاقبة غير المباشرة. حين تُستبعد الشرائح المباشرة من التصنيف، يمكن للجراحين أن يركزوا على البنية التشريحية للشريحة الثاقبة ومصدرها الوعائي. 

### الشرائح الثاقبة الجلدية غير المباشرة
الشرائح الجلدية الثاقبة غير المباشرة تجتاز أوعيتها بنى أخرى قبل الوصول إلى اللفافة العميقة. هذه البنى هي أنسجة أكثر عمقًا، تتكون بشكل رئيسي من العضلات أو الحاجز بين العضلات أو الصفاق العضلي. يجب التمييز بين نوعين من الشرائح الثاقبة الجلدية غير المباشرة. 

#### الشرائح العضلية والعضلية الجلدية
الشرائح العضلية الجلدية تغذي أوعيتها الجلد فوقها بعد اجتياز العضلات وصولًا إلى اللفافة العميقة. 
يمكن للأوعية الثاقبة التي تجتاز العضلات قبل الوصول إلى اللفافة العميقة أن تمر عبر العضلات أو عبر الصفاق العضلي. مع ذلك، لا يؤخذ هذا التقسيم الفرعي في الاعتبار عند النظر إلى تشريح الشريحة الثاقبة. ما يهم هو حجم وموضع  ومسار الشريحة الثاقبة. 
عندما يعتمد الإمداد الدموي للشرائح على الأوعية الثاقبة للعضلات، تسمى الشريحة الثاقبة للعضلات.

#### الشرائح الثاقبة للحاجز والحاجزية الجلدية
تغذي الأوعية الثاقبة الجلد فوقها بعد اجتياز الحاجز بين العضلات والمرور باللفافة العميقة. هذه الأوعية الثاقبة فروع جانبية جلدية للأوعية العضلية والثاقبة. 
عندما يعتمد الإمداد الدموي للشريحة الجلدية على الوعاء الثاقب الحاجزي، تسمى الشريحة الثاقبة الحاجزية.

### التسمية
نظرًا للارتباك في تعريف وتسمية الشرائح الثاقبة، عُقد اجتماع  في مدينة جنت في بلجيكا في 29 سبتمبر 2001 بهدف توحيد التسمية. وحول تسمية الشرائح ذكر المؤلفون:
«يجب تسمية الشريحة الثاقبة تبعًا لاسم الشريان أو الوعاء المغذي وليس وفقًا لاسم العضلات تحتها. إذا كان من الممكن الحصول على عدة شرائح ثاقبة من وعاء واحد، يجب أن نعتمد في تسمية كل شريحة على منطقتها التشريحية أو العضلات فيها». 
كانت هناك حاجة إلى توحيد التسمية في «إجماع جنت» لأن عدم جود تعاريف وقواعد معيارية للتسمية تسبب ارتباكًا في التواصل بين الجراحين. 

## مجالات التطبيق
قد تؤدي الرضوض أو علاجات الأورام أو قرحات الضغط إلى الضياع الكبير للأنسجة. يمكن تغطية هذه الأنسجة بواسطة نقل الأنسجة الذاتية. تختلف كل أذية نسيجية عن الأخرى ما يجعل من الضروري تقييم كل ضياع نسيجي على حدة. يعتمد اختيار نوع البدائل النسيجية على موقع التشوه وطبيعته واتساعه وحالته. 
تلعب صحة المريض ومضادات الاستطباب المحتملة عنده دورًا مهمًا أيضًا. يستطيع جراحو التجميل بفضل تطور عمليات نقل الأنسجة واستخدام الأنسجة الجلدية والجلدية العضلية والجلدية الصفاقية، ترميم المنطقة المتأذية واستعادة شكلها الأصلي. لكن التعافي الوظيفي أمر غير مضمون عند جميع المرضى. من أجل الترميم الأمثل للشكل والوظيفة، يجب اختيار نوع الشريحة الملائم. عند استخدام الشرائح الثاقبة، يمكن التوفيق بين التوعية الدموية والتعصيب الحسي مع تضرر وفقدان وظيفي أقل في المنطقة المانحة.

### في الأورام
يؤدي الاستئصال الجراحي للأورام الحميدة والخبيثة إلى أذيات شديدة في الأنسجة تتعدى الأنسجة الرخوة إلى العظم أحيانًا. وبالاعتماد على المنطقة المصابة يمكن اختيار شرائح أقل ملاءمة. في ترميم الثدي مثلًا، رفع استخدام الشرائح الثاقبة معيار النتائج المرجوة. إن تعدد المواقع التي تصلح لتكون مناطق مانحة للشرائح تجعل جميع المرضى من الناحية العملية مؤهلين للترميم باستخدام الشرائح الثاقبة الذاتية. تشمل بعض الأمثلة الشريحة الثاقبة الشرسوفية السفلية العميقة، والشرائح الإليوية العلوية والسفلية.

### في الرضوض
تشكل معالجة أذيات الأنسجة الناتجة عن الرضوض تحديًا جراحيًا كبيرًا خاصة في الأطراف العلوية والسفلية، لأنه في كثير من الأحيان، تتعدى الأذية الجلد لتصل إلى العظام والعضلات وأوتارها والأوعية والأعصاب. 
عند وجود أذية واسعة وحاجة إلى خزع الصفاق، فمن المقبول عمومًا أن أفضل طريقة لتغطية هذه الأنواع من التأذي النسيجي هي نقل الشرائح الحرة. حاول الجراحون عبر السنين زيادة استخدام الشرائح الثاقبة في هذا السياق نظرًا لمزاياها المؤكدة. في جروح الطرف العلوي، تُستخدم  الشرائح الثاقبة بنجاح في أذيات الأنسجة الرخوة الصغيرة والكبيرة شرط أن يُجرى التخطيط الجيد لتغطية الأذية بدقة. في الأطراف السفلية، وردت أيضًا تقارير عن استخدام الشرائح الثاقبة بشكل ناجح.